# Die geheimnisvollen Städte
Die geheimnisvollen Städte (im französischen Original Les Cités obscures) ist der Name einer mehrfach preisgekrönten Comic-Reihe des Zeichners François Schuiten und des Comicszenaristen Benoît Peeters.

## Inhalt und Stil
Ähnlich wie in der französischen Comicreihe von Marc-Antoine Mathieu um den Ministerialbeamten Julius Corentin Acquefacques setzen sich die Alben der Geheimnisvollen Städte inhaltlich zumeist mit dem Einbruch einer surrealen Erscheinung in das Alltagsleben eines Protagonisten auseinander. So stellt in Der Schattenmann (L'Ombre d'un Homme, 1999) ein Mann fest, dass sein Schatten farbig geworden ist, während in Das Fieber des Stadtplaners (Fièvre d'Urbicande, 1985) ein plötzlich auf dem Schreibtisch eines Architekten aufgetauchter grauer Würfel sich immer weiter und unaufhaltsam ausdehnt.
Eine Gemeinsamkeit der sonst meist nur lose verbundenen Alben ist die Kulisse für die Handlung, nämlich ein fiktiver Planet, dessen Oberfläche von weitgehend autarken Stadtstaaten besiedelt ist, die jeweils ganz eigene Zivilisationen ausgebildet haben, denen ein eigenständiger Architekturstil entspricht. Die Stadtplaner, alias Urbitekten, die oft auch die Funktion eines historischen Stadtgründers zu übernehmen scheinen, nehmen ihre Aufgabe, einen organisch ineinandergreifenden, in sich stimmigen und zugleich originellen Lebensraum zu schaffen, in der soziale und kulturelle Wirklichkeit genauso wie die politischen Gegebenheiten mit der jeweiligen Architektur korrespondieren, sehr ernst; zugleich ist nicht klar, ob die Stadtplaner sich von diesen vorhandenen Gegebenheiten haben inspirieren lassen, oder ob sie auch die gesamte soziale Struktur, Lebensweise und Politik ihrer Stadt selbst am Reißbrett konstruiert haben. Ein weiteres Thema der Reihe sind akzentuierte, aufgeblähte Bürokratien und Hierarchien, die auf kafkaeske Weise eher die Menschen zu beherrschen scheinen als umgekehrt, ähnlich wie auch die Architektur die Menschen eher zu unterjochen scheint, anstatt zu einem entspannten Wohnen, Leben und Arbeiten einzuladen.
Die Zeichnungen von Die geheimnisvollen Städte sind typisch für Schuitens Stil: In seiner klaren und deutlichen Strichführung zeigt sich seine Zugehörigkeit zur ligne claire. Der starke Einfluss der Architektur auf sein Werk spiegelt sich in den Baustilen der Städte, die von Art déco, Jugendstil und dem gigantomanischen Stil des Rokokoarchitekten und -malers Giovanni Battista Piranesi geprägt sind.
Charakteristisch für fast alle Städte sind Kleidung und Technik des 19. bzw. beginnenden 20. Jahrhunderts (Zeppeline, eiserne Eisenbahnbrücken). Typisch für das literarische Genre des Steampunks werden diese Stilmittel viktorianischer und wilhelminischer Kleidung, Sprache, Technik und Technikoptimismus mit futuristischen Techniken und utopischen bzw. dystopischen Alternativwelten bzw. -historien verknüpft; Dampfkraft und mechanische Uhrwerke finden oft in einer Technik Verwendung, wie sie erst später mittels der Elektrizität Wirklichkeit wurde, wogegen die Nutzung von Elektrizität selbst bis auf vereinzelte Verwendung etwa von Telegraphen noch recht selten ist, und dem elektrischen Strom als utopischer Zukunftsenergie werden ähnliche mystische Heilungskräfte wie in der Mitte des 20. Jahrhunderts der Atomenergie zugesprochen.

## Die geheimnisvollen Städteals Parallelwelt
Die Welt der Geheimnisvollen Städte ist als Gegenentwurf zur Erde angelegt. Durch Reiseführer wie Le Guide des cités (1996) und einer Geschichte der Stadtzeitung namens L'Écho des Cités (1993), beigelegte Tonträger (wie 1990 bei Le Musée A. Desombres) und DVDs (2002 bei L'affaire Desombres) geben Schuiten und Peeters ihren Schöpfungen einen Anschein von Realität. Dass ihre Welt dennoch für uns unsichtbar ist, erklären sie damit, dass sie von der Erde aus gesehen auf der anderen Seite der Sonne liegt (Gegenerde).
In den Comics gibt es dennoch Möglichkeiten, zwischen den beiden Welten hin- und herzureisen, nämlich sogenannte Portale (ein immer wieder auftauchender Reisender ist zum Beispiel Jules Verne), die sich zumeist in ähnlichen oder identischen Gebäuden auf beiden Planeten befinden.
Im Internet, auf Seiten wie Tram 81 und Office of the Obscure Passages, verwischen Schuiten und Peeters Fiktion und Realität, indem sie viele vorgebliche, oft mit Photos und Zeichnungen illustrierte Erfahrungsberichte von Leuten präsentieren, die versehentlich durch eines der Portale kurzzeitig in die Welt der Geheimnisvollen Städte geraten sind, oder seit Jahren auf der Suche nach Portalen sind. Die Portalsucher zur Welt der Cités obscures, im Französischen bzw. Englischen sog. Obscurantist(e)s (vgl. Dunkelmännerbriefe, lat. Epistolae obscurorum virorum, woraus sich der Begriff Obskurant als rückwärtsgewandter Feind der Aufklärung entwickelte), konzentrieren sich dabei auf Bauwerke, die dem Baustil bestimmter Stadtstaaten der Geheimnisvollen Städte entsprechen, was die Möglichkeit erhöht, dass sich dort ein Portal befinden könnte, das unsere Welt mit dem jeweiligen Stadtstaat verbindet.

## Rezeption
Die Bände der Comic-Reihe wurden von der Literaturkritik zumeist einzeln rezensiert; eine Betrachtung des Gesamtwerkes findet sich in Comiczeitschriften und dem Band Schuiten & Peeters: Autour des Cités Obscures.
In den Einzelbesprechungen werden Schuitens Zeichnungen als „bedrückend schön“ bezeichnet und Parallelen zu den Erzählungen Franz Kafkas und den Romanen Umberto Ecos gezogen. Ein Rezensent warf die Frage auf, ob sich die Werke „zum Anlass von Diskussionen über aktuelle Probleme von Architektur und Stadtentwicklung nehmen ließen, oder ob sie nicht vielmehr Fluchträume in ein doch wieder postmodern beliebiges Zitatenspiel öffnen.“

## Auszeichnungen
- 1985 Prix du meilleur album für Das Fieber des Stadtplaners beim Festival International de la Bande Dessinée d’Angoulême
- 1998 Max-und-Moritz-Preis (Spezialpreis der Jury)

## Ausgaben
Seit 1983 sind bisher 18 Comics und Bücher in der Reihe der Geheimnisvollen Städte erschienen, die in Frankreich, Belgien und den Niederlanden bei Casterman, in Deutschland vom Egmont Ehapa Verlag (in der 1991 aufgekauften Feest-Reihe des ehemaligen Reiner Feest Verlags, in der Egmont-Manga-&-Anime-Reihe, sowie unter den einfachen Kürzeln Ehapa, Egmont und Egmont Ehapa) und seit neuerem von Schreiber & Leser veröffentlicht wurden. Die einzelnen Auflagen eines Bandes können sich dabei, zum Teil erheblich, unterscheiden, da die Autoren des Öfteren Geschichten für Neuauflagen grafisch und zum Teil sogar handlungsverändernd (z. B. durch geänderte Schlusssequenzen) überarbeiten.
- Les murailles de Samaris (1983), dt.: Die Mauern von Samaris (1. Aufl. Feest 1990; 2. Aufl. Feest 1992; 3. Aufl. Egmont Manga & Anime 1992; 4. Aufl. Feest 2007)
- La fièvre d'Urbicande (1985), dt.: Das Fieber des Stadtplaners (1. Aufl. Feest 1989; 2. Aufl. Ehapa 1991)
- Regis de Brok (= Thierry Smolderen), Francois Schuiten: Le Mystère d'Urbicande (1985) dt.: Das Geheimnis von Urbicande (gebundenes Heft A4 – Format, Hrsg. / Jahr nicht angegeben – vermutlich Beilage zu einem anderen Band.)
- L'archiviste (1987), dt.: Der Archivar (großformatiges Bilderbuch ohne Worte; 1. Aufl. Feest 1990; 2. Aufl. Egmont Ehapa 2002)
- La Tour (1987), dt.: Der Turm – Die wahre Geschichte des Mannes, der ihn bereiste (1. Aufl. Feest 1988; 2. Aufl. Ehapa 1991; 3. Aufl. Ehapa 2000)
- La route d'Armilia (1988), dt.: Der Weg nach Armilia (1. Aufl. Feest 1992; 2. Auflage Feest 1992, Luxusausgabe)
- L'Encyclopédie des transports présents et à venir (1988), dt. Handbuch der gegenwärtigen und zukünftigen Verkehrsmittel (auf Deutsch nur veröffentlicht als Anhang in der Luxusausgabe von Der Weg nach Armilia)
- Le Musée A. Desombres (1990) (Buch mit Audio-CD)
- Brüsel (1992), dt.: Brüsel (1. Aufl. Ehapa 1992; 2. Aufl. Ehapa 1993; 3. Aufl. Ehapa Manga & Anime 1995, Vorzugsausgabe; 4. Aufl. Egmont Ehapa 2002)
- L'Écho des cités (1993), dt.: Das Stadtecho – Die Geschichte einer Zeitung (1. Aufl. 1994 Ehapa; 2. Aufl. Ehapa Manga & Anime 2001)
- Le Guide des cités (1996), dt.: Führer durch die geheimnisvollen Städte (illustriertes Buch; 1. Aufl. Ehapa 1997; 2. Auflage Ehapa Comic Collection 2001)
- L'enfant penchée (1996), dt.: Mary (1. Aufl. Ehapa Manga & Anime 1996, Vorzugsausgabe; 2. Aufl. Egmont Ehapa 2001), nach dem ursprünglich nicht mit der Reihe in Verbindung stehenden Kinderbuch Mary la penchée von 1995
- L'ombre d'un homme (1999), dt.: Der Schattenmann (1. Auflage Feest 2000; 2. Auflage Egmont Ehapa 2000; 3. Aufl. Egmont Ehapa 2002) bzw. Licht und Schatten (1. Auflage Schreiber & Leser 2016)
- La frontière invisible, Teil 1 (2002), dt. Jenseits der Grenze 01 (1. Aufl. Schreiber & Leser 2002; 2. Aufl. Schreiber & Leser 2004)
- L'affaire Desombres (2002) (Buch mit DVD)
- Les portes du possible (2005)
- La frontière invisible, Teil 2 (2006), dt.: Jenseits der Grenze 02 (1. Aufl. Schreiber & Leser 2007)
- La Théorie du grain de sable (2007), dt.: Die Sandkorntheorie (1. Aufl. Schreiber & Leser 2010)
- Revoir Paris, Teil 1/2 (2014/2016), dt.: Nach Paris (Schreiber & Leser 2015/2017)
- Le Retour du Capitaine Nemo (2023), dt.: Die Heimkehr des Kapitän Nemo (1. Aufl. Schreiber & Leser 2024)

Darüber hinaus gibt es eine eher lose Verbindung mit dem Film Taxandria des belgischen Regisseurs Raoul Servais (u. a. mit Armin Mueller-Stahl) von 1994, bei dem Peeters als Bühnenbildner mitwirkte. Der Stadtstaat Taxandria, der sich aufgrund eines missglückten physikalischen Experiments vor langer Zeit nicht mehr auf dem Planeten der Geheimnisvollen Städte befindet, findet in den Geschichten von Schuiten und Peeters hin und wieder Erwähnung, wenn Figuren sich auf das verschwundene Taxandria beziehen.
- Souvenir de l'Éternel présent (1992), dt.: Erinnerungen an die Ewige Gegenwart (1. Aufl. Arboris 1993)

### Offizielle Webseiten von Schuiten & Peeters
- Web van Duistere Steden (franz., engl. und niederl.)
- Office des Passages Obscurs über mögliche Übergänge zwischen unserer Welt und derjenigen der Geheimnisvollen Städte (franz. und engl.)
- Dictionnaire Abrégé de l'Univers des Cités Obscures (franz. und engl.)
- Luminas, fiktive Tageszeitung der Geheimnisvollen Städte (größtenteils franz.)
- The Light, englische Version obiger Tageszeitung

### Sekundärquellen
- The Obscure Cities by Francois Schuiten & Benoit Peeters: A comprehensive review of the Obscure Cities series for English-speaking fans (Memento vom 9. Januar 2006 im Internet Archive) (engl.)
- Die geheimnisvollen Städte bei Alta Plana – The impossible & infinite encyclopedia of the world created by Schuiten & Peeters (franz., engl. und niederl.)